# Bazzano (L'Aquila)
Bazzano est une fraction de la commune de L'Aquila située à environ 5 km de la capitale, à l'origine incluse dans la commune de Paganica qui a été supprimée, et avec laquelle elle forme aujourd'hui la dixième circonscription. Elle compte environ 600 habitants et est située sur les pentes de la colline, à une altitude de 594 mètres, dans une position dominante sur la plaine et abrite une importante zone industrielle de la banlieue est de L'Aquila. Bazzano est entouré par les hameaux de Paganica, d'Onna à l'ouest et de Monticchio au sud-ouest.

## Histoire
Un habitat protohistorique se trouve au sommet du Monte di Bazzano et une vaste nécropole vestine, contenant plus de 1600 tombes, allant du premier Âge du Fer au Ier siècle av. J.-C. a été fouillée au pied de cette colline.
Les origines vestines témoignent de la présence, dans l'Antiquité, d'un village appelé Offidius (du nom de la colline, Offidio aujourd'hui Bazzano) à l'endroit où se trouve aujourd'hui le noyau historique du secteur, dont la date est estimée autour des VIIIe – IXe siècles. Le village a pris progressivement de l'importance dans la vallée de l'Aterno jusqu'à la fondation, au IXe siècle, d'une magnifique église dédiée à Santa Giusta, qui fut martyrisée à Bazzano avec San Giustino et San Felice en 286; L'église a été reconstruite au XIIe siècle sous sa forme actuelle.
En avril 2009, le village est l'un des plus touchés par le séisme de L'Aquila: on y déplore l'effondrement de la façade de l'église Santa Giusta et de nombreuses maisons ont été endommagées, ainsi qu'un glissement de terrain provoquant l'écroulement partiel de la colline. Au cours de la gestion des urgences dans ce secteur, déjà utilisé comme un camp pour les personnes déplacées, il a fait l'objet de la construction de nouveaux logements connus sous le nom de projet C.A.S.E. qui a radicalement changé la structure urbaine et sociale du village.

## Monuments et lieux d'intérêt
Le lieu est caractérisé par un centre compact datant du haut Moyen Âge placé dans une position dominante sur un plateau à caractère commercial et industriel. Les principaux monuments du pays sont:
- Église Santa Giusta: construite au XIIe siècle sur un site préexistant remontant au IXe siècle, c'est l'une des églises les plus importantes du district de L'Aquila qui se caractérise par une façade en pierre dorée et ornée de trois rangées de colonnes[1].
- Nécropole de Bazzano : important centre archéologique découvert lors de fouilles en 1992, cette nécropole est la plus remarquable des Abruzzes par sa superficie et le nombre d'œuvres trouvés [5].